# Flavio F. Carlos
Flavio F. Carlos (* 23. August 1861 in Venado, San Luis Potosí; † 26. Oktober 1944 in Mexiko-Stadt) war ein mexikanischer Musikpädagoge und -wissenschaftler.

## Leben
Carlos hatte zunächst Musikunterricht bei seinem Vater, später bei Félix Guerrero. Ab 1881 war er Organist in San Luis Potosí, von 1884 bis 1888 in Ahualulco. 1888 setzte er seine Ausbildung in San Luis Potosí bei Juan Hernández Acevedo, einem Absolventen des Pariser Konservatoriums, fort. Von 1920 bis 1927 unterrichtete er Solfège am Conservatorio Nacional de Música. Als Delegierter des Konservatoriums nahm er 1926 am Primer Congreso Nacional de Música teil.
Bedeutend wurde Carlos vor allem als Musikpädagoge. Sein bekanntester Schüler war Julián Carrillo, den er von 1885 bis 1895 unterrichtete. Zu seinen Schülern zählten auch die Geiger Leonardo Martínez, Luis Martínez und Antonio Rodríguez, die Cellisten Álvaro Cerda, Eligio Flores und Yucundo Ramos, der Kontrabassist José Valadez, der Fagottist Candelario Partida und der Hornist Luciano Nava, zudem auch seine Kinder Santos (Klavier), Flavio (Geige) und Francisco (Cello). Außerdem verfasste er mehrere musiktheoretische und musikpädagogische Schriften.

## Schriften
- Teoría de la Transportación, 1897
- Nuevas Orientaciones para la Enseñanza de la Lectura de Música, Teoría y Práctica, 1926
- Lectura musical, curso infantil, 1939